# 卡斯特羅峰

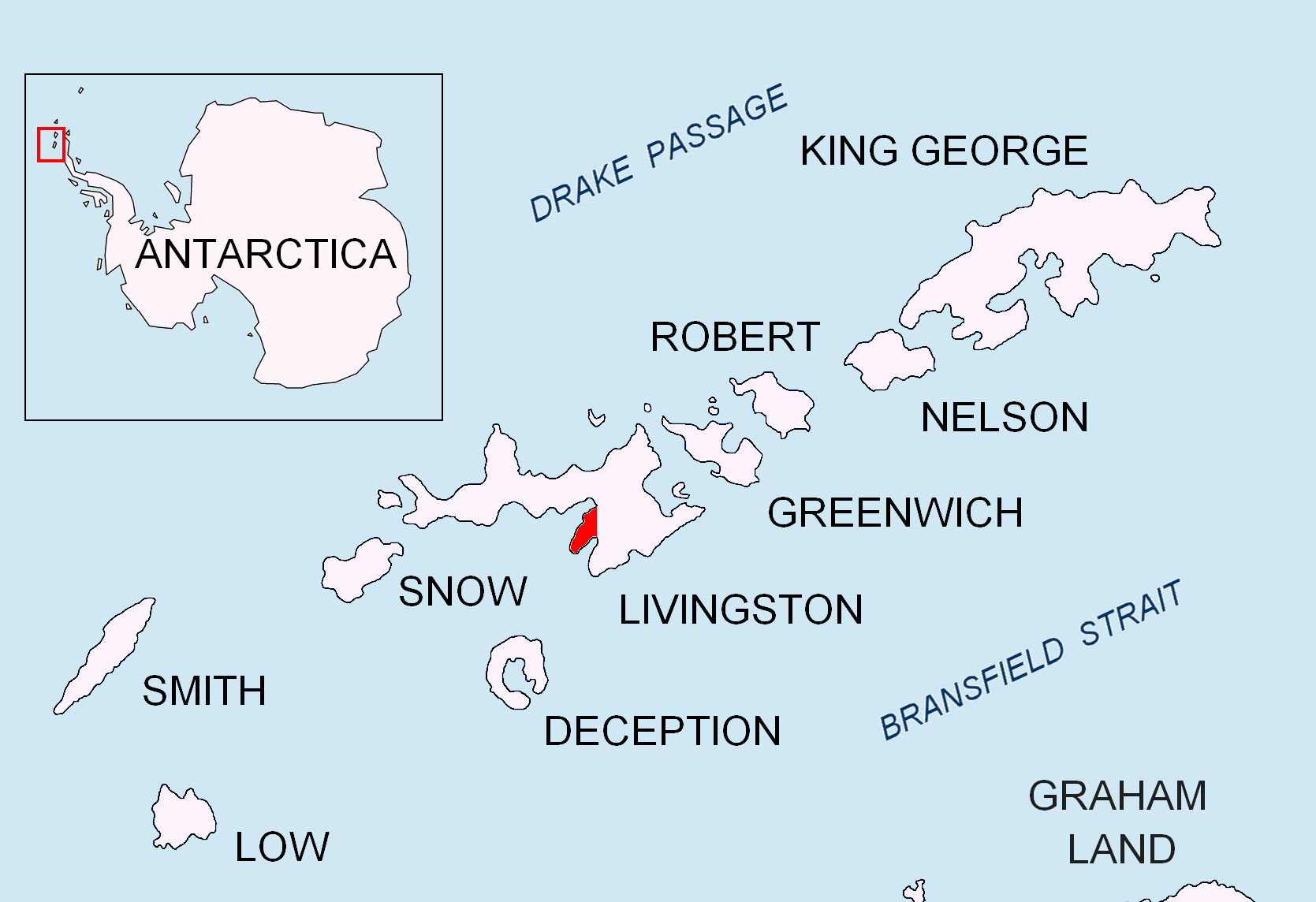

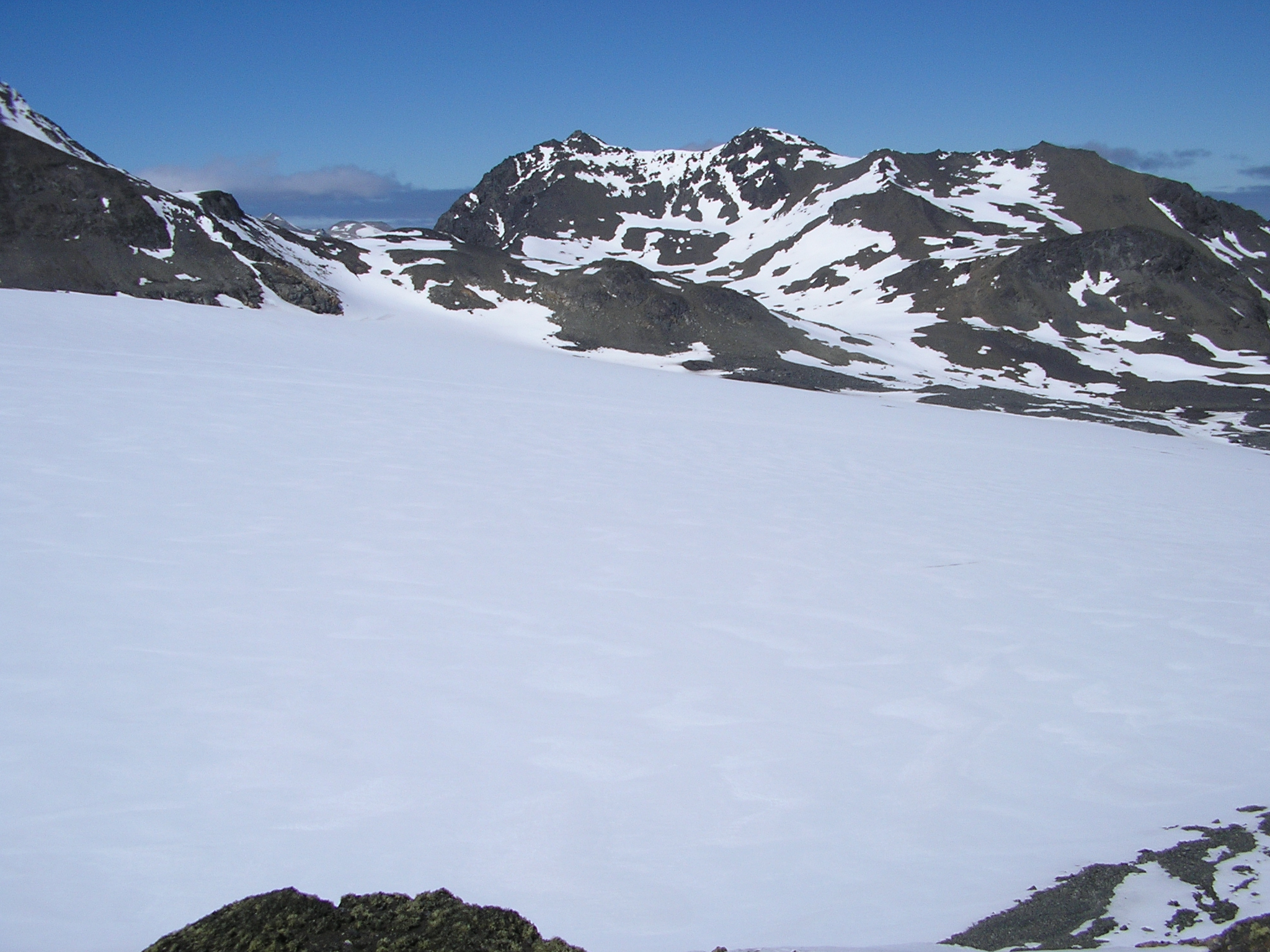

卡斯特羅峰（英語：Castro Peak）是南極洲的山峰，位於南設得蘭群島中利文斯頓島的赫德半島，海拔高度306米，處於麥格雷戈爾峰西南面0.75公里和賓恩峰東北面1.87公里。

## 外部連結
- SCAR Composite Antarctic Gazetteer（页面存档备份，存于）

62°42′19″S 60°23′54″W / 62.70528°S 60.39833°W